# 下斯特魯京
48°56′26″N 24°6′57″E / 48.94056°N 24.11583°E
下斯特魯京（烏克蘭語：Нижній Струтинь），是烏克蘭西部的村莊，隸屬伊萬諾-弗蘭科夫斯克州的卡盧什區。該村面積21.2平方公里，2001年人口3,023，人口密度每平方公里142.8人。